# Hans-Joachim Schalles
Hans-Joachim Schalles (* 28. September 1951 in Kassel; † 6. Oktober 2015 in Moers) war ein deutscher Klassischer Archäologe und Museumspädagoge.

## Werdegang
Nach Schule, dem Abitur am Katharineum zu Lübeck und Zivildienst begann Schalles 1972 mit dem Studium der Klassischen Archäologie, Alten Geschichte und Pädagogik an der Universität Hamburg. 1983 wurde er dort mit einer Arbeit zum Thema „Untersuchungen zur Kulturpolitik der pergamenischen Herrscher im 3. Jahrhundert v. Chr.“ promoviert. Von 1983 bis 1985 war Schalles wissenschaftlicher Volontär in der Außenstelle Regionalmuseum Xanten des Rheinischen Landesmuseums Bonn. Es schlossen sich dort bis 1987 ein Werkvertrag und eine ABM-Stelle am Römisch-Germanischen Museum in Köln an. 1987 wurde Schalles zum Leiter des Regionalmuseums Xanten berufen, was zugleich den Posten als stellvertretenden Leiter des Komplexes Archäologischer Park/Regionalmuseum Xanten einschloss. 2012 trat er in den Ruhestand. Zudem hielt Schalles an den Universitäten Köln und Hamburg Lehrveranstaltungen.
Von 1979 bis 1995 war Schalles Mitherausgeber der Zeitschrift Hephaistos. Zwischen 1993 und 2000 war er Regionalvertreter der International Association for the Study of Ancient Baths im deutschsprachigen Raum, zwischen 1997 und 2000 Vorsitzender im Museumsbeirat Museum und Park Kalkriese. Ab 2000 war Schalles Mitglied im Beirat des Saalburgmuseums.

## Schriften
- Untersuchungen zur Kulturpolitik der pergamenischen Herrscher im dritten Jahrhundert vor Christus (= Istanbuler Forschungen. Band 36). Wasmuth, Tübingen 1985, ISBN 3-8030-1757-2 (= Dissertation).
- Der Pergamon-Altar zwischen Bewertung und Verwertbarkeit. Fischer, Frankfurt am Main 1986, ISBN 3-596-23935-4.
- Über die Strasse. Xantener Strassen im Wandel der Geschichte (= Führer des Regionalmuseums Xanten. Nummer 23). Rheinland-Verlag, Köln 1987, ISBN 3-7927-0946-5.
- mit Anita Rieche: Arbeit. Handwerk und Berufe in der römischen Stadt (= Führer und Schriften des Archäologischen Parks Xanten. Nummer 10). Rheinland-Verlag, Köln 1987, ISBN 3-7927-0980-5 (2., veränderte Auflage, ebenda 1994, ISBN 3-7927-1437-X).
- Otto Pankok: Minderheiten. Arbeiten 1931–1956 (= Führer des Regionalmuseums Xanten. Nummer 27). Rheinland-Verlag, Köln 1989, ISBN 3-7927-1117-6.
- mit Anita Rieche und Gundolf Precht: Die römischen Bäder. Colonia Ulpia Traiana, Coriovallum (= Führer und Schriften des Archäologischen Parks Xanten. Nummer 11). Rheinland-Verlag, Köln 1989, ISBN 3-7927-1106-0 (2., verbesserte Auflage, ebenda 1991, ISBN 3-7927-1243-1; 3., überarbeitete Auflage, ebenda 2000, ISBN 3-7927-1785-9).
- mit Wolfgang Venzmer: Susanne Kessler, Das unendliche Band (= Führer des Regionalmuseums Xanten. Nummer 31). Rheinland-Verlag, Köln 1992, ISBN 3-7927-1286-5.
- als Herausgeber mit Henner von Hesberg und Paul Zanker: Die römische Stadt im 2. Jahrhundert n. Chr. Der Funktionswandel des öffentlichen Raumes (= Xantener Berichte. Band 2). Rheinland-Verlag, Köln 1992, ISBN 3-7927-1252-0 (PDF).
- als Herausgeber mit Charlotte Schreiter: Geschichte aus dem Kies. Neue Funde aus dem Alten Rhein bei Xanten (= Xantener Berichte. Band 3; = Führer des Regionalmuseums Xanten. Nummer 34). Rheinland-Verlag, Köln 1993, ISBN 3-7927-1378-0.
- mit Hans van der Grinten und Ulrich Krempel: Paul Schwer: Malerei, Arbeiten im Raum (= Führer und Schriften des Regionalmuseums Xanten. Nummer 37). Rheinland-Verlag, Köln 1994, ISBN 3-7927-1427-2.
- mit Klaus Honnef: Gudrun Kemsa, Fotoarbeiten (= Führer und Schriften des Regionalmuseums Xanten. Nummer 40). Rheinland-Verlag, Köln 1995, ISBN 3-7927-1506-6.
- als Herausgeber mit Martin Müller und Norbert Zieling: Colonia Ulpia Traiana. Xanten und sein Umland in römischer Zeit (= Geschichte der Stadt Xanten. Band 1). Philipp von Zabern, Mainz 2008, ISBN 978-3-8053-3953-7.
- als Herausgeber mit Susanne Willer: Marcus Caelius. Tod in der Varusschlacht. Primus-Verlag, Darmstadt 2009, ISBN 978-3-89678-808-5.
- als Herausgeber mit Dirk Schmitz: Schatzhäuser. Antiken aus Xantener Privatbesitz und europäischen Museen (= Kataloge des Römermuseums im Archäologischen Park Xanten. Band 4). Primus-Verlag, Darmstadt 2010, ISBN 978-3-89678-854-2.
- als Herausgeber: Die frühkaiserzeitliche Manuballista aus Xanten-Wardt (= Xantener Berichte. Band 18). Philipp von Zabern, Mainz 2010, ISBN 978-3-8053-4274-2 (PDF).
- mit Uwe Peltz: Der Xantener Knabe. Technologie, Ikonographie, Funktion und Datierung (= Xantener Berichte. Band 22). Philipp von Zabern, Darmstadt/Mainz 2011, ISBN 978-3-8053-4431-9 (PDF).
- … rasten von ihrem unstäten Wanderleben …. Zur Museumsgeschichte des Niederrheinischen Altertumsvereins Xanten 1877–1953. Mercator, Duisburg 2016, ISBN 978-3-87463-556-1.